# Nio (automobile)
Pour les articles homonymes, voir NIO.
Nio (chinois : 蔚来 汽车 ; pinyin : Wèilái Qìchē) est un constructeur automobile chinois, spécialisé dans le développement et la production de véhicules électriques, fondé en 2014.

## Histoire
En 2014, William Li, président de Bitauto et NextEV, fonde sa marque automobile Nio. La startup chinoise NextEV qui s'appelait à ses débuts « China Racing Formula E Team » et maintenant NEXTEV NIO Formula E Team, et qui participe au championnat de monoplaces électriques Formule E, présente sa propre marque automobile et son premier modèle la Nio EP9, une supercar électrique de 1 341 ch.
Après le lancement de Nio, plusieurs entreprises ont investi dans le constructeur, notamment Tencent, Temasek, Baidu, Sequoia, Lenovo et TPG. En octobre 2018, la société d'investissement britannique Baillie Gifford prend plus de 11 % des parts.
En décembre 2017, Nio lance son premier modèle de série, l'ES8, un SUV électrique.
En décembre 2018, Nio présente son second modèle, l'ES6, un SUV compact électrique de 4,85 m.
Nio prévoit de commercialiser ses modèles dans 25 pays différents en 2025. Pour y parvenir, la marque lance d'abord ses produits en Europe (2021-2023), avant de se lancer sur le marché américain à l'horizon 2025.

## Automobiles de série

### Nio EP9
La Nio EP9 est une supercar à énergie électrique d'une puissance d'1 MW (1 360 ch) et est le premier modèle présenté par la marque Nio.

### Nio ES8
Présenté en décembre 2017, l'ES8 est un SUV familial électrique équipé d'une batterie de 70 à 100 kWh selon les versions. Il s'est vendu à 10 000 exemplaires dès sa première année de commercialisation sur son marché local. Au premier trimestre 2019, 3 989 ES8 ont été livrés. Il est disponible en Europe à partir de septembre 2021.
L'ES8 possède deux moteurs, un sur chaque essieu, qui fournissent une puissance combinée de 480 kW (644 ch), et il bénéficie d'une accélération de 0 à 100 km/h en 4,4 secondes.
L'ES8 est connue sous la dénomination EL8 en Europe (anglophone).

### Nio ES6
Le SUV compact ES6 propose deux versions de batterie : 70 kWh pour 410 km d'autonomie, et 84 kWh pour 510 km d'autonomie. Il reçoit deux moteurs électriques, placés sur chaque essieux, de 160 kW chacun, ou en option 240 kW pour celui à l'arrière.

### Nio EC6
L'EC6 est la version SUV coupé de l'ES6. Il reçoit deux moteurs électriques placés sur les essieux d'une puissance cumulée de 544 ch et la même batterie que l'ES8 d'une capacité de 100 kWh lui procurant une autonomie maximale de 615 km.

### Nio EL6
Le SUV compact EL6 est destiné au marché européen.

### Nio ET5
Berline familiale routière électrique commercialisée en Chine.

### Nio ET7
Berline familiale routière électrique commercialisée en Europe.

## Concept car

### Eve Concept
La Nio Eve est un concept car de véhicule monocorps autonome présenté au South by Southwest 2017, le festival de musique d'Austin (Texas, États-Unis).

## Records

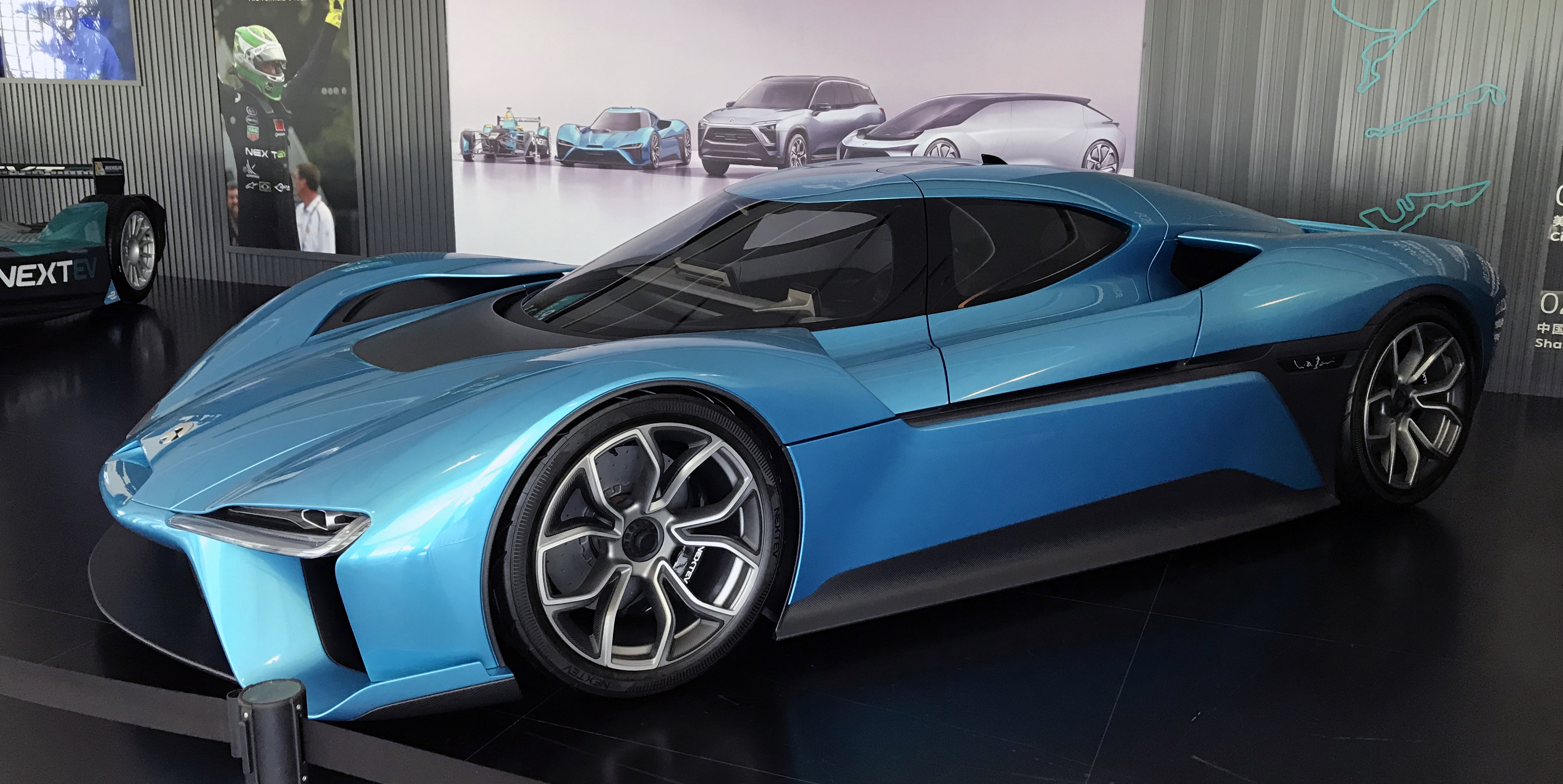
Nio EP9

Nio est connu pour avoir battu le record du tour de la Nordschleife sur le circuit du Nürburgring avec son EP9 électrique en 6 min 45 s 90 en mai 2017.
La Nio EP9 détient notamment cinq records de piste dans la catégorie "voiture électrique", établis sur le circuit du Nürburgring Nordschleife, le Circuit Paul-Ricard (1 min 52 s 78), le Circuit des Amériques et sur le Circuit international de Shanghai.
En juin 2018, l'EP9 devient la voiture électrique de série la plus rapide sur la piste du Festival de vitesse de Goodwood en 44 s 32.